# Metalist 1925 Charkiv
Football Club Metalist 1925 Charkiv (Oekraïens: Футбольный Клуб Металіст 1925 Харків) is een professionele voetbalclub uit Charkiv, Oekraïne. Het werd opgericht in 2016 en speelt in de Premjer Liha. Thuisbasis van de club is Metaliststadion, welke het deelt met Metalist Charkiv. 
Juridisch gezien is Metalist 1925 niet de rechtsopvolger van Metalist Charkiv, dat in 2016 werd ontbonden omdat de laatste eigenaar, Serhij Koertsjenko, stopte met het financieren van de club en weigerde deze aan andere potentiële investeerders te verkopen.

## Geschiedenis
De club werd opgericht in de zomer van 2016, nadat het oorspronkelijke Metalist Charkiv was opgeheven. Metalist 1925 startte het seizoen op het vierde niveau en wist vervolgens twee seizoenen achter elkaar te promoveren, waardoor het in 2018 op het tweede niveau uitkwam. In 2021 dwong Metalist 1925 na een derde plaats voor de eerste keer in de prille clubgeschiedenis promotie af naar de Premjer Liha. In 2024 degradeerde de ploeg weer. Het volgende seidoen dwong de ploeg weer promotie af naar het hoogste niveau, door in de play-off over twee wedstrijden te winnen van FK Livyi Bereh Kyiv.

## Seizoensresultaten vanaf 2017
| Seizoen | Competitie           | Niveau | Eindstand | Beker     | Opmerking                                                               |
| ------- | -------------------- | ------ | --------- | --------- | ----------------------------------------------------------------------- |
| 2016/17 | Amateur Liha Groep 2 | IV     | 1         | --        | Amateurkampioenschap >FK Ahrobiznes Volochysk: 1-4                      |
| 2017/18 | Droeha Liha Groep B  | III    | 2         | 1e ronde  |                                                                         |
| 2018/19 | Persja Liha          | II     | 4         | 3e ronde  |                                                                         |
| 2019/20 | Persja Liha          | II     | 7         | 2e ronde  |                                                                         |
| 2020/21 | Persja Liha          | II     | 3         | 1e ronde  |                                                                         |
| 2021/22 | Premjer Liha         | I      | 10        | 8e finale | Gespeeld tot kwartfinale i.v.m. Russische inval                         |
| 2022/23 | Premjer Liha         | I      | 12        | --        | Geen bekertoernooi i.v.m. Russische inval                               |
| 2023/24 | Premjer Liha         | I      | 16        | 8e finale |                                                                         |
| 2024/25 | Persja Liha          | II     | 3         | 3e ronde  | gepromoveerd via de play-offs vs. FK Livyi Bereh Kyiv (2x 1—0 gewonnen) |
| 2025/26 | Premjer Liha         | I      | .         |           |                                                                         |

Epitsentr ·
Dynamo Kiev · 
Karpaty Lviv ·
Kolos Kovalivka · 
FC Kudrivka ·
Kryvbas Kryvy Rih · 
SC Poltava · 
LNZ Tsjerkasy · 
Livyi Bereh ·
Metalist 1925 Charkiv ·
Obolon · 
Oleksandrija · 
Polissja Zjytomyr · 
Roech Lviv · 
Sjachtar Donetsk · 
Veres Rivne · 
Zorja Loehansk